# 瞻博温泉
瞻博温泉（英語：Juniper Springs）是位于美國佛罗里达州奥卡拉国家森林中的一個天然泉。
瞻博温泉地處亚热带森林中，底部有石灰岩洞穴，还有沙子和水草。瞻博温泉旁边是一座古老的平民保育團磨房，里面有一个水车，可以用来发电。 由于瞻博温泉主要位于奥卡拉国家森林内，因此水質不受肥料和化粪池的影响。 這裡有包括短吻鳄、鹿、浣熊、海龟、山猫、水獭、苍鹭和无数蜘蛛在內的野生动物。 